# Флорес, Хосе Оскар
Хосе Оскар Флорес (исп. José Oscar Flores; род. 16 мая 1971) — аргентинский футболист и футбольный тренер.

## Клубная карьера
Флорес начал свою профессиональную карьеру в клубе «Велес Сарсфилд» в 1990 году, где он добился больших успехов в карьере. Во время своего пребывания в клубе он выиграл семь титулов, в том числе три национальных чемпионата, Кубок Либертадорес в 1994 году и Межконтинентальный кубок в том же году.
В 1996 году Флорес перешёл в испанский клуб «Лас-Пальмас», который выступал во Втором дивизионе Испании, за рекордную сумму для клуба - 500 миллионов песет.. В своём втором сезоне Хосе Оскар забил 21 гол и помог клубу с Канарских островов выйти в плей-офф за выход в Первый дивизион, но там «Лас-Пальмас» проиграл «Реал Овьедо» (3-4 по сумме двух матчей).
В 1998 году вместе с Мануэлем Пабло перешёл в «Депортиво Ла-Корунья». Благодаря тому, что в клубе сформировалась сильная тройка нападающих (Флорес, Педру Паулета и Рой Макай) клуб впервые стал чемпионом Ла-Лиги в сезоне 1999/00. 6 февраля того же года Флорес на 69 минуте заменил Джалминья в известном победном матче «Депортиво» над мадридским «Реалом» со счётом 5-2 .
После Флорес играл за «Реал Вальядолид», «Мальорку» и «Сьюдад де Мурсия», после чего вернулся в 2004 году вернулся в Аргентину в «Индепендьенте».
В 2006 году Флорес, игравший в «Альдосиви», объявил о завершение карьеры футболиста, но в марте следующего года вместе с Матиасом Альмейдой перешёл в норвежский «Люн». В нём Хосе Оскар провёл только 45 минут матча первого раунда Кубка Норвегии, после чего окончательно завершил карьеру.

## Карьера тренера
В 2009 году Флорес стал заместителем главного тренера «Велес Сарсфилда», Рикардо Гареки. 26 декабря [2013 года, после ухода Кареки, Хосе Оскар занял должность главного тренера аргентинского клуба.

## Достижения

### Как игрок
Велес Сарсфилд
- Чемпион Аргентины: Кл. 1993, Ап. 1995, Кл. 1996
- Обладатель Кубка Либертадорес: 1994
- Обладатель Межконтинентального кубка: 1994
- Обладатель Межамериканский кубка: 1996
- Обладатель Суперкубка Либертадорес: 1996
- Обладатель Суперкубка Аргентины (1): 2013

Депортиво
- Чемпион Испании: 1999/00
- Обладатель Суперкубка Испании: 2000

Мальорка
- Обладатель Кубка Испании: 2002/03

### Как тренер
Велес Сарсфилд
- Обладатель Суперкубка Аргентины: 2013